# Jack Teagarden
Weldon Leo Teagarden (20. srpna 1905, Vernon, Texas – 15. ledna 1964, New Orleans, Louisiana), známý jako Jack Teagarden, byl americký jazzový pozounista a zpěvák.

## Stručný životopis
Jack Teagarden se narodil v Texasu. Jeho sourozenci se stali rovněž muzikanty, Charles byl trumpetista a Norma klavíristka. Jejich otec byl také trumpetista a malý Jack se zprvu učil hrát na baryton, v 10 letech pak přešel k pozounu.
Jeho styl pozounové hry byl velmi novátorský, objevil mnoho vedlejších poloh snižce a různých speciálních efektů nástroje.
Hrál s předními jazzmany předválečné éry, Louisem Armstrongem, Glennem Millerem, Redem Nicholsem či Bennym Goodmanem. Vystřídal angažmá v mnoha kapelách a orchestrech (hrál u Pecka Kelleyho, Bena Pollacka, Wingyho Manona aj.), než si založil roku 1938 svůj vlastní bigband. V roce 1946 se přidal k "All Stars" svého přítele Armstronga, odkud odešel roku '51.
Mimo to byl i oblíbeným zpěvákem, jeho specifický barytenor byl často přirovnáván právě k podobně neobvyklému tónu jeho pozounu.
Zemřel ve věku 58 let na zápal plic zkomplikovaný infarktem.